# Télécommunication sans fil
La télécommunication sans fil désigne l’ensemble des technologies permettant la transmission d’informations — qu’il s’agisse de voix, de données ou d’images — sans recours à un support matériel physique, autrement dit, sans câble. Elle repose sur l’utilisation d’ondes électromagnétiques pour assurer la communication entre deux points distants, qu’ils soient mobiles ou fixes.

## Historique
L’histoire des télécommunications sans fil débute à la fin du XIXe siècle avec les travaux de chercheurs comme Heinrich Hertz et Guglielmo Marconi. Les premières transmissions radio longue distance ont ouvert la voie à la radiodiffusion, bientôt suivie par la télévision hertzienne, la radiotéléphonie, les communications par satellite et les réseaux mobiles.

## Principaux types de technologies
Les technologies sans fil couvrent un large éventail d’usages. On retrouve notamment la radio analogique (comme l’AM et la FM) et la radio numérique (DAB), la télévision hertzienne, les réseaux cellulaires de deuxième à sixième génération (2G, 3G, 4G, 5G, 6G), le Wi-Fi, le Bluetooth, les systèmes de communication en champ proche (NFC), ainsi que les réseaux d’objets connectés utilisant des protocoles comme le LPWAN, LoRa ou Sigfox. Les liaisons satellitaires viennent compléter cet ensemble en permettant des communications à très longue distance.

## Fonctionnement
Un système de télécommunication sans fil fonctionne grâce à la propagation d’ondes électromagnétiques dans l’air ou l’espace. Ces ondes peuvent être de nature radio, micro-ondes, infrarouge ou optique, selon la fréquence utilisée. Le processus de transmission implique généralement un émetteur (comme une antenne, un satellite ou un modem), un canal de communication sans fil (l’air libre ou l’atmosphère) et un récepteur (téléphone, terminal mobile, antenne, etc.). Les signaux transmis peuvent être analogiques ou numériques et font l’objet de traitements comme la modulation, le codage ou le cryptage, afin d’en assurer la fiabilité et la sécurité.

## Applications
Les télécommunications sans fil sont omniprésentes dans les sociétés modernes. Elles sont essentielles à la téléphonie mobile et à l’accès à Internet, mais également aux services de géolocalisation tels que le GPS et le GNSS. Elles sont aussi utilisées dans les réseaux professionnels (comme les radios de sécurité ou les interphones), dans la domotique, dans les réseaux de capteurs pour l’environnement ou l’industrie, et dans l’Internet des objets.

## Avantages et limites
Les communications sans fil présentent plusieurs avantages majeurs. Elles offrent une grande flexibilité et permettent la mobilité des utilisateurs. Elles facilitent également le déploiement rapide d’infrastructures dans des zones difficilement accessibles, et peuvent réduire les coûts dans certains cas. Toutefois, elles comportent aussi des limites : elles sont sensibles aux interférences et aux obstacles physiques, consomment plus d’énergie pour les transmissions à longue distance, et nécessitent l’utilisation du spectre radioélectrique, une ressource précieuse qui fait l’objet d’une réglementation stricte.

## Santé et sécurité
L’exposition aux champs électromagnétiques générés par les technologies sans fil suscite des débats dans la sphère publique. Des organismes internationaux comme l’OMS ou l’ICNIRP (Commission internationale de protection contre les rayonnements non ionisants) fixent des seuils d’exposition à ne pas dépasser. En France, l’ANFR est chargée de contrôler régulièrement les niveaux d’exposition sur le territoire et de veiller au respect des normes en vigueur.